# Platinum Party at the Palace
 (décembre 2024).
La Platinum Party at the Palace est un concert de musique britannique, organisé à l'extérieur du palais de Buckingham, sur The Mall, à Londres, le 4 juin 2022, pour célébrer le jubilé de platine de la reine Élisabeth II. Le concert a commencé à 20 heures (BST),,. Le comédien Lee Mack a animé l'événement, tandis que la reine apparaissait avec l'ours Paddington dans un segment comique préenregistré, qui la montrait offrant du thé à Paddington, sortant un sandwich à la marmelade de son sac à main et tapotant sa tasse de thé au rythme de We Will Rock You. Le prince William a souligné l'implication de sa famille dans la lutte contre les problèmes environnementaux, tandis que le prince de Galles a prononcé le discours de clôture et a rendu hommage à la « vie de service désintéressé » de sa mère. Des messages d'hommage préenregistrés de Sir Paul McCartney et de l'ancienne Première dame des États-Unis Michelle Obama ont également été diffusés lors de l'événement.
La Platinum Party at the Palace a suivi trois concerts organisés au palais pour les jubilés précédents de la reine : le bal au palais et la fête au palais en 2002 et le concert du jubilé de diamant en 2012.

## Billetterie
Un tirage au sort pour 10 000 billets gratuits a été ouvert au public le 24 février 2022 et s'est terminé à 23 h 59 (BST) le 23 mars. 7 500 billets ont été réservés aux travailleurs essentiels, aux bénévoles, aux organismes de bienfaisance et aux membres des forces armées. 22 000 personnes ont assisté à l'événement.

## Scène
La conception de la scène du concert comprenait trois scènes, reliées par des passerelles, qui créaient une scène à 360 degrés devant le palais de Buckingham et le mémorial de la reine Victoria. Il y avait 70 colonnes reliant les scènes entre elles pour former un seul et même ensemble, représentant les 70 ans de règne de la reine. Pour la première fois, deux des trois scènes se trouvaient juste devant le palais de Buckingham.
Les travaux de construction ont commencé vers la première semaine de mai pour créer 15 000 places debout autour du mémorial et 7 000 places assises dans les tribunes nord et sud.

## Concert

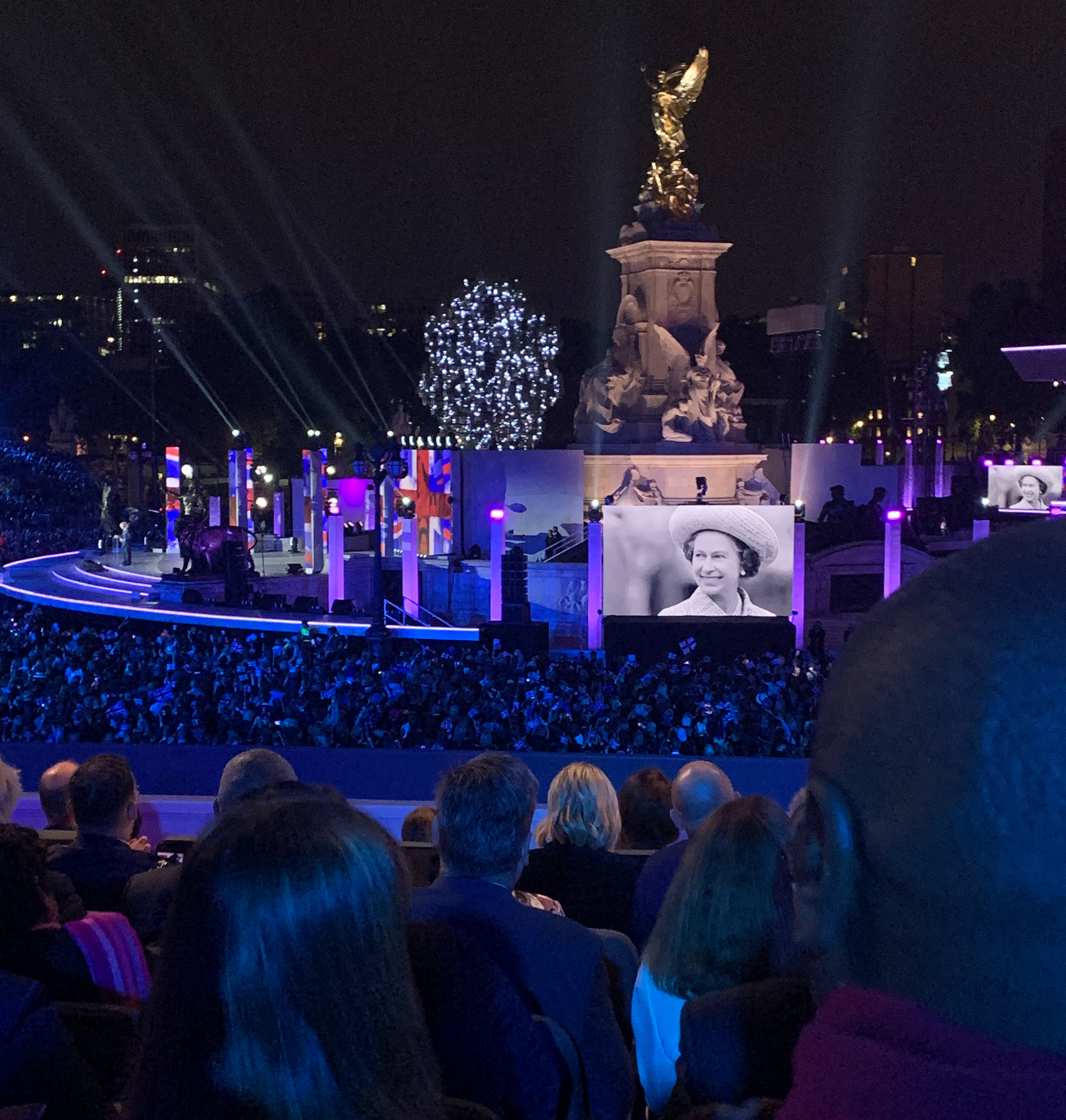
Une vue du concert depuis la loge royale.

### Ouverture
La reine a joué dans un sketch réalisé par Mark Burton pour ouvrir le concert. Dans le sketch, la reine invite l'ours Paddington (doublé par Ben Whishaw en anglais) à prendre le thé en l'honneur du Jubilé. On voit la reine tolérer patiemment un Paddington en train de siroter du thé qui, réalisant son erreur, tente de lui servir du thé. Cependant, il piétine une pâtisserie sur la table et finit par recouvrir un valet de pied (joué par Simon Farnaby en anglais) de crème. Alors que l'ours offre à la reine un sandwich à la marmelade et lui dit qu'il en garde toujours un pour les urgences, la reine lui confie : « Moi aussi » et, ouvrant son sac à main, lui dit : « Je garde le mien ici ». Plus tard, l'ours félicite la reine pour son règne en s'exclamant : « Joyeux jubilé, Madame. Et merci pour tout ». La séquence se termine avec la reine et Paddington utilisant une cuillère pour taper le rythme de We Will Rock You de Queen sur une tasse de thé. Le sketch a ensuite remporté le prix du moment mémorable aux British Academy Television Awards 2023.
La reine a passé environ une demi-journée à filmer le sketch au château de Windsor et l'a depuis gardé secret auprès de certains membres de sa famille. Un porte-parole du palais de Buckingham a déclaré : « Même si la reine n'assiste pas au concert en personne, elle tenait à ce que les gens comprennent à quel point cela signifiait pour elle et que tous ceux qui le regardaient passent un bon moment. […] Sa Majesté est bien connue pour son sens de l'humour, il n'est donc pas surprenant qu'elle ait décidé de participer au sketch de ce soir ».

### Radiodiffusion
Le concert a été organisé et diffusé en direct par la BBC, et le public a été invité à demander à y assister. Aux États-Unis, l'événement a été diffusé sur ABC et plus tard rendu disponible en streaming sur Hulu. En Australie, l'événement a été diffusé sur Channel 7, Channel 9 et BBC UKTV et est disponible en streaming sur BritBox. Le concert est devenu l'événement télévisé le plus regardé de 2022 au Royaume-Uni (plus tard dépassé par la finale de l'Euro féminin de l'UEFA 2022) avec un chiffre d'audience maximal de 13,3 millions et une audience moyenne de 11,2 millions de personnes,.